# Беккет, Сэмюэл
Сэ́мюэл Ба́ркли Бе́ккет (англ. Samuel Barclay Beckett, 13 апреля 1906 — 22 декабря 1989) — ирландский писатель, поэт и драматург. Представитель модернизма в литературе. Один из основоположников (наряду с Эженом Ионеско) театра абсурда. Получил всемирную известность как автор пьесы «В ожидании Годо» (фр. En attendant Godot), одного из самых значительных произведений мировой драматургии XX века. Лауреат Нобелевской премии по литературе 1969 года. Большую часть жизни прожил в Париже, писал на английском и французском языках.

## Биография

### Ранние годы (1906—1923)
Сэмюэл Баркли Беккет родился 13 апреля (в Страстную пятницу) 1906 года в небольшом поселении Фоксрок, пригороде Дублина, Ирландия.
Отец, Уильям Фрэнк Беккет (1871—1933), происходил из зажиточной протестантской семьи, имеющей французские корни — его предки покинули Францию в период контрреформации, вероятно, после отмены Нантского эдикта в 1685 году, поставившей гугенотов вне закона. Дед будущего писателя, тоже Уильям («Билл»), основал довольно крупный и успешный строительный бизнес: так, фирма «J. and W. Beckett Builders» выступала подрядчиком при строительстве зданий Национальной Библиотеки, а также Национального музея Ирландии. Отец Беккета продолжил семейное дело, профессионально занимаясь оценочной деятельностью в сфере недвижимости и сметами на строительство. В отличие от сына, а также своих братьев, дядьёв Сэмюэла, Билл-младший не отличался артистическими наклонностями, зато был прекрасным спортсменом, хватким бизнесменом, хорошим семьянином и отличался добродушным нравом. Беккет был очень дружен с отцом и впоследствии тяжело переживал его смерть.
Мать, Мария (Мэй) Беккет, урождённая Роу (англ. Roe) (1871—1950), также происходила из протестантской семьи прихожан Церкви Ирландии и принадлежала к среднему классу: её отец был владельцем мельницы и занимался заготовками и продажей зерна. В 15 лет Мэй осиротела, семейный бизнес оказался в расстройстве, и будущая мать писателя была вынуждена работать сестрой и сиделкой в госпитале, где и познакомилась со своим будущим мужем. В 1901 году пара поженилась и в следующем году отметила рождение первенца Фрэнка, а спустя ещё 4 года родился Сэмюэл. Мэй отличалась твёрдым и властным характером, однако, супруги удачно дополняли друг друга, и брак их можно в целом назвать счастливым.
Детство будущий писатель провёл в Фоксроке, в просторном родительском доме, к которому прилегал участок площадью в один акр. Беккет рос спортивным и непоседливым мальчиком, более близким с отцом, нежели с педантичной и властной матерью.
Беккет получил строгое протестантское воспитание, обучался сначала на дому, затем, начиная с возраста 9 лет, — в школе Эрлсфорт в Дублине. Школа была на хорошем счету у состоятельных ирландцев, многие из её преподавателей были выпускниками престижного Тринити-колледжа. В школе Беккет приобрёл славу отличного спортсмена и способного ученика. В 1920 году в возрасте 14 лет Беккет становится учеником частной Королевской школы Портора в Эннискиллене, что в Северной Ирландии. Примечательно, что в той же школе ранее учился другой выдающийся литератор и соотечественник Беккета — Оскар Уайльд. В Порторе (школа существует и поныне) Беккет обнаружил блестящие способности как к гуманитарным наукам, так и к спортивным дисциплинам — регби, крикету, плаванью, гольфу и боксу. Однако, несмотря на успехи в учёбе и спорте, а также авторитет среди ровесников, Беккет испытывает проблемы с общением, растёт угрюмым и замкнутым юношей.

### Университетские и парижские годы (1923—1930)

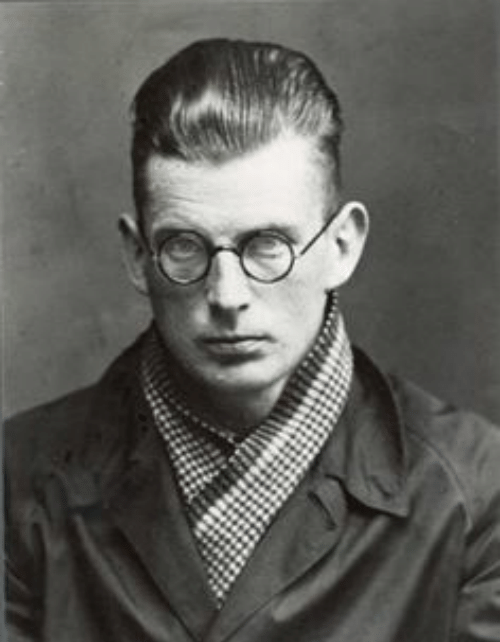
1922 год

Наконец, в 1923 году Беккет поступает в знаменитый дублинский Тринити-колледж, где интенсивно изучает английскую и современную ему европейскую литературу, французский и итальянский языки. В Тринити-колледже Беккет знакомится с профессором романских языков Томасом Родмоуз-Брауном, который прививает юноше интерес к классической и современной европейской литературе и драматургии (Беккет усиленно изучает Ронсара, Петрарку, Расина и других), а также ободряет в его первых творческих начинаниях. Кроме того, Беккет берёт частные уроки итальянского и с жадностью штудирует Маккиавелли, Джозуэ Кардуччи, Д’Аннунцио и «Божественную комедию» Данте.
Будучи студентом, продолжал серьёзно заниматься крикетом, выступал за команду Дублинского университета, сыграл две первоклассные игры против Нортгемптоншира. В 1926 году избран стипендиатом Тринити-колледжа в области современных языков.
В университетские годы Беккет становится регулярным посетителем дублинских театров — ирландская драматургия того времени трудами Йейтса, О’Кейси и Синга переживает расцвет, — кинозалов, а также художественных галерей. Помимо этого, Беккет настойчиво и увлечённо занимается самообразованием, много читает, становится завсегдатаем Национальной галереи Ирландии, проникаясь страстью к изобразительному искусству и особенным интересом к Старым мастерам, в частности голландской живописи XVII века. Любовь к истории искусств и глубокое знание современной ему живописи Беккет пронесёт через всю творческую биографию. К университетским годам относится и первое по-настоящему серьёзное любовное увлечение Беккета, правда, судя по всему, невзаимное, — Этна Маккарти, выведенная позднее под именем Альбы в «Мечтах о женщинах, красивых и так себе».
В течение 1925—1926 годов Беккет много путешествует, впервые посещая Францию и Италию. В 1927 году Беккет сдаёт экзамены, получает степень бакалавра лингвистики (французский и итальянский языки) и по рекомендации своего учителя профессора Родмоуз-Брауна получает место преподавателя английского и французского языков в колледже Кэмпбелл в Белфасте. Педагогическая практика угнетает будущего писателя: Беккет находит невыносимо скучным объяснять элементарный материал, и, проработав два семестра, благодаря программе преподавательского обмена отправляется в Париж, в престижнейшую Эколь Нормаль сюперьёр, на должность преподавателя английского языка. Тогда же завязывается двухлетний роман Беккета с его кузиной Пегги Синклэр.
По приезде в Париж Беккет знакомится со своим предшественником по программе обмена с Эколь сюперьёр Томасом Макгриви, которому суждено стать ближайшим другом и конфидентом писателя на всю оставшуюся жизнь. Макгриви вводит Беккета в круги артистической богемы. В Париже Беккет заводит знакомства с такими знаменитостями, как Юджин Жолас (писатель, отец известной пианистки и композитора Бетси Жолас), Сильвия Бич (одна из значительнейших фигур литературного Парижа эпохи между двумя мировыми войнами), Джек Батлер Йейтс (крупнейший ирландский национальный художник, младший брат прославленного поэта), особняком среди которых стоит уже тогда признанный литературный гений Джеймс Джойс. Проходит совсем немного времени и Беккет становится частым гостем в доме знаменитого автора «Улисса».

### Первые литературные опыты (1929—1933)
В 1929 году в Париже Беккет знакомится со своей будущей женой Сюзанн Дешево-Дюмениль (фр. Suzanne Dechevaux-Dumesnil) (07.01.1900 — 17.07.1989), а также публикует в одном из журналов созданный по наущению Джойса свой первый литературный опыт — критическое эссе «Данте…Бруно. Вико..Джойс» и первый короткий рассказ «Вознесение» (англ. Assumption).
Именно в эссе о Джойсе, комментируя нападки на позднее творчество знаменитого соотечественника, Беккет формулирует важную в контексте воззрений молодого автора на суть писательства мысль: «Здесь форма есть содержание, содержание — форма. Вы сетуете, что эта штука написана не по-английски. Она вообще не написана. Её не надлежит читать — или, точнее, её надлежит не только читать. Её нужно видеть и слышать. Его сочинение не о чём-то; оно и есть это что-то».
Приблизительно в то же время Беккет сближается с Джеймсом Джойсом и становится его литературным секретарём, в частности, помогая тому в работе над его последним и наиболее необычным и новаторским произведением, в итоге получившим название «Поминки по Финнегану» (англ. Finnegan's Wake). С семьёй Джойса связан и неоднозначный эпизод биографии Беккета, ставший причиной разрыва, правда, временного, с прославленным соотечественником. Дочь Джойса, психически нестабильная Лючия, чрезмерно увлекается молодым и привлекательным помощником отца. Беккет не отвечает страдающей от шизофрении дочери Джойса взаимностью, итогом всему становится разрыв Беккета с Джойсом и скорое помещение Лючии в психиатрическую лечебницу, где она проведёт остаток своих дней.
Осенью 1930 года Беккет возвращается в Тринити-колледж, где продолжает педагогическую деятельность в качестве ассистента профессора Родмоуз-Брауна, преподавая французский язык и читая лекции о Бальзаке, Стендале, Флобере, Жиде, Бергсоне. Лекторская работа и преподавание неимоверно тяготят замкнутого, почти патологически стеснительного Беккета — отработав один учебный год, Беккет, к резкому неудовольствию матери и разочарованию отца, покидает Тринити-колледж и возвращается в Париж.
Приблизительно к этому времени относится написание поэмы «Блудоскоп» (англ. Whorescope), созданной в форме монолога от лица одного из любимейших философов Беккета, Рене Декарта, — первого изданного отдельной книгой произведения писателя, — и критического эссе «Пруст» о творчестве французского модерниста Марселя Пруста.
В первой половине 1932 года, уже живя в Париже, Беккет работает над своим первым большим прозаическим произведением, романом «Мечты о женщинах, красивых и так себе» (англ. Dream of Fair to Middling Women), начатом в Дублине годом ранее. Книга, написанная сложным, не характерным для зрелого и, в особенности, позднего Беккета «барочным» языком, демонстрирующая изощрённую эрудицию молодого автора, посвящена многословному и запутанному описанию взаимоотношений носящего автобиографические черты юноши по имени Белаква (тёзки одного из персонажей Дантова Чистилища) с тремя девушками (прототипом первой из них, Смеральдины-Римы, послужила его кузина Пегги Синклэр, второй, Сиры-Кузы, — безумная дочь Джойса, Лючия, третьей, Альбы, — любовное увлечение писателя университетских времён, Этна Маккарти). Роман представлял собой достаточно «сырое», по свидетельству самого Беккета, «незрелое и нестоящее», хотя и демонстрирующее обширную энциклопедическую эрудицию автора в вопросах литературы, философии и теологии, произведение и был ожидаемо отвергнут всеми издателями, а опубликован, согласно воле самого автора, лишь посмертно в 1992 году.

### «Скверные времена», «Мёрфи», окончательная эмиграция во Францию (1933—1940)
1933 год выдаётся непростым для начинающего и пока неудачливого писателя. Сначала от туберкулёза умирает Пегги Синклэр, несколькими неделями спустя уходит из жизни отец Беккета, что повергает того в тяжёлую депрессию, перемежающуюся приступами паники. Писатель в очередной раз покидает Ирландию и перебирается жить в Лондон. В Англии Беккет, несмотря на то, что отец оставил ему по смерти определённое содержание, живёт в материально стеснённых условиях и продолжает страдать от депрессии, неуверенности в себе и собственном будущем. В надежде избавления от тяжёлых психологических проблем Беккет прибегает к сеансам получающего стремительное развитие в то время психоанализа, увлечённо читает работы Фрейда, Адлера, Ранка и Юнга. Курс психотерапии у доктора Биона помогает Беккету осознать, что творчество может быть неплохим лекарством на пути излечения от неврозов и комплексов.
В мае 1934 году Беккету наконец удаётся опубликовать свой первый сборник рассказов, объединённых уже знакомым нам общим героем Белаквой, — «Больше лает, чем кусает» (вариант перевода — «Больше тычков, чем ударов») ( (англ.). More Pricks Than Kicks), который, впрочем, также не имел сколько-нибудь значимого успеха ни у читателей, ни у критиков. В 1935 году маленькое издательство, принадлежащее одному из друзей писателя, публикует стихотворный сборник Беккета «Кости эха». К тому же времени относится начало работы над романом «Мёрфи».
Ни писательская карьера, ни карьера литературного критика и эссеиста в Лондоне не задаётся. Беккет находится в процессе тревожного и большей частью безуспешного поиска себя в профессии и жизни. Так, Беккет пишет письмо C. Эйзенштейну с просьбой о принятии на обучение в Государственный институт кинематографии (ответа не было получено), пытается получить место преподавателя в университете Кейптауна, попутно пишет поэму «Каскандо», в период с октября 1936 по апрель 1937 путешествует по нацистской Германии, особое внимание уделяя богатейшим художественным галереям Гамбурга, Берлина, Дрездена и Мюнхена.
В середине октября 1937 года писатель окончательно обосновывается в Париже, которому суждено стать его вторым домом до самой смерти.
Обосновавшись во Франции, Беккет пытается пристроить «Мёрфи», законченный в июне 1936 года, в какое-либо из издательств, и после 42 отказов роман был всё-таки опубликован в марте 1938 года.
Это произведение является плодом большой и напряжённой работы Беккета по оттачиванию собственного литературного стиля и повествовательного мастерства. В работе, которая была начата во время пребывания писателя в Лондоне в 1934 году, всё ещё сильно ощущается влияние Джойса, однако, голос Беккета приобретает всё более индивидуальные черты. В центре повествования — безработный обитающий в Лондоне ирландец по фамилии Мёрфи и история его побега от реальности окружающего мира. Мёрфи исповедует философию минимальных усилий, своего рода неделания, которая, в свою очередь, предопределяет эксцентричное поведение героя — Мёрфи периодически пристёгивается ремнями к кресле-качалке, вводя себя в своего рода транс и проводя в таком состоянии довольно длительное время. Испытывая глубокое недоверие, граничащее с отвращением, к любому виду физической или социальной активности, Мёрфи до крайности непрактичен и живёт на содержании у своей возлюбленной Селии, которая, будучи проституткой, тщетно пытается подвигнуть Мёрфи на поиск работы и начало нормальной семейной жизни.
Балансируя на грани пародии при описании многочисленных странностей не вполне нормального с точки зрения обывателя героя, Беккет тем не менее не ставит себе целью высмеять ещё одного из бесконечного ряда бесталанных неудачников, прикрывающих свою лень и неприспособленность к практической жизни надуманными взбалмошными теориями. Беккет одновременно и насмешлив, и предельно серьёзен по отношении к своему персонажу, идейные поиски которого: попытка разрешить противоречие между душой и телом, стремлением к покою и необходимостью деятельности, попытка найти гармонию с собой, герметично отгородившись от мира, — составляют сердцевину философских исканий самого писателя на протяжении всей жизни. Интеллектуальный побег Мёрфи заканчивается трагически, а сам роман, написанный в отходе от привычных беллетристических лекал, полный специфического юмора, литературно-философских аллюзий, несмотря на похвалу Джойса, был принят критиками весьма сдержанно и не имел никакого коммерческого успеха.
Очередную литературную неудачу и без того страдающий от депрессии Беккет переживает очень тяжело. Утешение Беккет пытается найти в обустройстве личной жизни, сходясь с Сюзанн Дешево-Дюмениль, как оказалось — на всю оставшуюся жизнь (пара официально поженится лишь в 1961 году). В это же время Беккет начинает переводить «Мёрфи» на французский и делает первые попытки написания стихов на не родном для себя языке.
В январе 1938 года в Париже Беккета ударили ножом в грудь и чуть не убили, когда он отказался от домогательств печально известного сутенёра, носившего фамилию Пруден. Джойс устроил Беккету отдельную палату в больнице. На предварительном слушании Беккет спросил нападавшего о мотиве, стоявшем за нанесением ножевых ранений. Пруден сказал: «Je ne sais pas, Monsieur. Je m’excuse» («Я не знаю, сэр. Мне очень жаль»). Беккет в конце концов снял обвинения с нападавшего, отчасти для того, чтобы избежать дальнейших формальностей, отчасти потому, что нашёл Прудена приятным и хорошо воспитанным человеком.

### Вторая мировая война, «Уотт» (1940—1945)
В сентябре 1939 года начинается Странная война, это известие застало Беккета в Ирландии в гостях у матери, после чего он немедленно возвращается в Париж, и добровольно поступает в армию санитаром. В июне 1940 года нацистская Германия наносит сокрушительный удар по Франции, немецкие войска входят в Париж. Беккет, несмотря на то, что является гражданином нейтральной Ирландии, 1 сентября 1940 года становится участником Сопротивления. Несмотря на то, что участие Беккета в «Сопротивлении» сводилось в основном к выполнению переводческих и курьерских функции, опасность, которой подвергал себя писатель, была вполне реальной, если не сказать смертельной. Позже Беккет, со свойственной ему скромностью и самоиронией, вспоминал, что его борьба с нацистской Германией была похожа на игру бойскаутов.
В 1942 году ячейку «Сопротивления», членом которой являлись Сэмюэл и Сюзанн, разоблачают, её участников арестовывают, и пара, спасаясь от преследований Гестапо, вынуждена бежать в неоккупированную часть Франции, в небольшую деревню Руссийон в провинции Воклюз на юге страны. Здесь Беккет залегает на дно, изображая из себя французского крестьянина и разнорабочего, зарабатывая на жизнь подённым трудом в поле, рубкой дров.
Мрачный жизненный опыт, полученный в течение несколько лет, проведённых на юге Франции, в атмосфере неотступного страха за собственную жизнь, заброшенности и оторванности от мира, занятых тяжёлым физическим трудом, лёг в основу следующего прозаического произведения Беккета, третьего по счёту романа «Уотт», изданного лишь в 1953 году и ставшего поворотным этапом в творчестве писателя. Если прежние произведения Беккета всё ещё следовали в фарватере основополагающих литературных канонов, имели, хотя и нечётко структурированный, сюжет, персонажей, наделённых реалистичной биографией, то «Уотт» новаторски порывает с любыми подобными условностями. Если Мёрфи ещё можно классифицировать как типичного «городского сумасшедшего», свихнувшегося на фоне философствований и бедности «вечного студента» или просто молодого интеллектуала, находящегося в конфликте с миром, то Уотт — это существо с тёмным прошлым, мало понятным настоящим и совершенно туманным будущим. Сюжет романа, при всей его схематической условности, весьма прост: Уотт поступает на работу в дом к мистеру Нотту, оказывается в центре совершенно алогичных и абсурдных событий, которые безуспешно пытается осознать. Все попытки Уотта помыслить, понять или просто ощутить господина Нотта, в ходе которых Уотт теряет способность к рациональному мышлению и коммуникации, терпят крах, и Уотт, совершенно дезориентированный, покидает дом мистера Нотта, на место же Уотта приходит другой слуга, Мик. Как пишет современный русский исследователь творчества писателя, Д. В. Токарев, роль божества в романе «выполняет господин Нотт, природа которого трансцендирует понятия, присущие человеческому разуму. Божество недоступно восприятию, недоступно взгляду внешнего наблюдателя, пытающегося приписать ему человеческие качества». Таким образом, в «Уотте» Беккет поднимает целый пласт вопросов философии, теологии, закладывая основу своего новаторского творческого метода, заключающегося в отказе от предшествующей реалистической традиции с её условностями и набором стандартных приёмов.
По окончании войны Беккет, за своё участие в Сопротивлении награждённый французским правительством, некоторое время служит в военном госпитале Ирландского Красного Креста в Сен-Ло в Нормандии, затем — возвращается вместе с Сюзанной в Париж.

### Послевоенный успех, трилогия, театр абсурда (1946—1969)
Живя в Париже, в период с 1946 по 1950 гг. Беккет продолжает работать над прозой: короткими новеллами и романами «Мерсье и Камье», «Моллой», «Мэлон умирает» и «Безымянный». Последние три произведения, составляющие трилогию, представляют собой отдельную веху в творческой биографии Беккета. Поиск издателя для трилогии занял несколько лет. При активном участии жены Беккета, Сюзанны, к началу 1950-х издатель нашёлся, а продвинутые критики обратили на малоизвестного автора пристальное внимание.
Если в начале творческого пути Беккет тяготел к унаследованному напрямую от Джойса развёрнутому и усложнённому интеллектуальному и философскому поиску, был увлечён языковыми играми и построением усложнённых литературных аллюзий, то при работе над «Уоттом» и трилогией Беккет руководствуется уже радикально иной поэтикой — персонажи теряют сколько-нибудь характеризующие их индивидуальные черты, реалии и приметы времени и места действия становятся неуловимыми, само действие сводится на нет. Эти тексты действительно совершили переворот в мировой литературе: к примеру, Луи Арагон признавался, что не понимает: как такая проза вообще возможна. Однако, она стала возможна, причём, парадоксально — на неродном автору языке.
В 1948 году Беккет завершает работу над своим самым известным произведением, снискавшим ему мировую славу, — абсурдистской пьесой «В ожидании Годо», премьера которой состоялась в Париже в самом начале января 1953 года.
Большинство произведений, созданных Беккетом после окончания Второй мировой, написаны автором по-французски. Таким образом, Беккет окончательно обращается к французскому как к основному языку литературного творчества, тем самым продолжая редкую традицию билингвизма в европейской литературе, становясь в один ряд с Джозефом Конрадом, Францем Кафкой и Владимиром Набоковым. Переход на французский Беккет позднее объяснял необходимостью выработки отстранённого метода письма, лишённого отличительного стиля.
К началу 1950-х годов к Беккету наконец приходит успех. «В ожидании Годо» ставят в лучших театрах Европы. С 1951 по 1953 год издаётся прозаическая трилогия (романы «Моллой», «Малон умирает» и «Безымянный»), сделавшая Беккета одним из самых известных и влиятельных писателей XX века. Эти произведения, основанные на новаторских подходах к прозе, опробованных в ходе работы над «Уоттом», и имеющие мало общего с привычными литературными формами, написаны на французском языке и позднее переведены самим автором на английский.
Следуя успеху пьесы «В ожидании Годо», Беккет продолжает работать в качестве драматурга, в 1956 году получая заказ от Би-би-си на создание радиопьесы, получившей название «Обо всех падающих» / «All That Fall». В конце 1950-х и начале 1960-х годов Беккет создаёт пьесы, заложившие фундамент так называемого театра абсурда, — «Конец игры» / «Endgame» (1957), «Последняя лента Крэппа» / «Krapp’s Last Tape» (1958) и «Счастливые дни» / «Happy Days» (1961). Эти работы, почти сразу ставшие международной театральной классикой, близкие по тематике с философией экзистенциализма, затрагивают темы отчаяния и воли к жизни перед лицом равнодушного к человеку и непознаваемого мира. В 1964 году по единственному сценарию Беккета для кино была снята короткометражная чёрно-белая картина «Фильм», посвящённая проблеме воспринимаемого объекта и воспринимающего субъекта.
Беккет продолжает работать на ниве драматургии и, несмотря на то, что его произведения глубоко проникнуты темами старения, одиночества, страдания и смерти, достигает не просто локального успеха в среде интеллектуальной богемы Парижа и Лондона, но приобретает общемировую известность и признание, вершиной которого становится присуждение Нобелевской премии по литературе за 1969 год. В своём решении Нобелевский комитет отметил:

Сэмюэл Беккет награждён премией за новаторские произведения в прозе и драматургии, в которых трагизм современного человека становится его триумфом. Глубинный пессимизм Беккета содержит в себе такую любовь к человечеству, которая лишь возрастает по мере углубления в бездну мерзости и отчаяния, и когда отчаяние кажется безграничным, выясняется, что сострадание не имеет границ.
Лауреат, который плохо переносил пристальное внимание к собственной персоне, сопутствующее литературной славе, согласился принять премию только при условии, что получит эту награду французский издатель и давний его друг Жером Лендон, что и было исполнено.

### Позднее творчество и последние годы (1970—1989)
К концу 1960-х — началу 1970-х творчество Беккета всё более дрейфует в сторону минимализма и компактности. Ярким примером такой эволюции может служить пьеса «Дыхание» / «Breath» (1969), которая длится всего 35 секунд (30 с — по данным Книги рекордов Гиннесса, куда это произведение занесено как самая короткая пьеса) и не имеет ни единого действующего лица. Во время спектакля по пьесе «Не я» / «Not I» (1972) зритель имеет возможность созерцать лишь ярко освещённый рот рассказчицы, в то время как всё прочее на сцене погружено во мрак.
Хотя работы Беккета сфокусированы на индивидуальном «экзистенциальном» опыте отдельной, частной и в социальном плане маргинальной личности, в его творчестве есть место и для проявления гражданской позиции. Примером может служить сосредоточенная на теме тирании пьеса «Катастрофа» / «Catastrophe» (1982), посвящённая чешскому драматургу, хорошему другу Беккета и впоследствии первому президенту посткоммунистической Чехии Вацлаву Гавелу.
Поздний период творчества Беккета отмечен длительными паузами, продолжением прерванных драматургическими работами опытов с поэзией и прозой. В первой половине 1980-х Беккет создаёт серию новелл «Компания» / «Company» (1980), «Плохо увидено плохо рассказано» / «Ill Seen Ill Said» (1982) и «Худшему навстречу» / «Worstward Ho» (1984), в которых продолжает диалог с памятью, с голосами из прошлого.
Последние годы Беккет вёл чрезвычайно замкнутый образ жизни, избегая давать какие-либо комментарии о своём творчестве.
Сэмюэл Беккет умер в Париже 22 декабря 1989 года в возрасте 83 лет, спустя несколько месяцев после смерти своей супруги Сюзанн.

## Наследие
Беккет, обрётший громкую славу ещё при жизни, заслуженно входит в число классиков западно-европейской литературы XX века. Творчество писателя, отличающееся новаторским подходом и глубоким философским содержанием, занимает почётное место в пантеоне англоязычной и мировой литературы наравне со своими выдающимися предшественниками Джойсом, Прустом и Кафкой.
Работа Беккета представляет собой наиболее последовательную атаку на реалистическую литературную традицию. Беккет, по сути, вновь изобрёл и литературу, и театр, очистив их от диктата условностей, сосредоточив своё внимание на максимально универсально формулируемых проблемах индивидуального существования, поиска его смысла, одиночества и смерти. Как отмечает российский литературовед Александр Генис, «герой Беккета — человек, который нетвёрдо стоит на ногах. Оно и понятно. Земля тянет его вниз, небо — вверх. Растянутый между ними, как на дыбе, он не может встать с карачек. Заурядная судьба всех и каждого. Беккета ведь интересовали исключительно универсальные категории бытия, равно описывающие любую разумную особь».
Влияние Беккета на современное искусство огромно. В разное время такие знаменитые драматурги, как Вацлав Гавел, Джон Бэнвилл, Эйдан Хиггинс, Том Стоппард и Гарольд Пинтер публично признавали авторитет Беккета. Многим обязаны творчеству ирландского писателя представители поколения битников, а также такие авторы, как Томас Кинселла и Дерек Махун. Многие крупные композиторы, включая Мортона Фельдмана, Хайнца Холлигера, Паскаля Дюсапена, создавали произведения на тексты Беккета.
В Ирландии, где память писателя чтут не менее ревностно, чем память Джойса, регулярно проходят фестивали, посвящённые творческому наследию Беккета. 10 декабря 2009 года в Дублине при участии другого Нобелевского лауреата по литературе от Ирландии, знаменитого поэта Шеймаса Хини, состоялась торжественная церемония открытия нового моста через Лиффи, носящего имя писателя. Его именем названо военно-морское судно республики Ирландия.

## Основные произведения (с указанием времени публикации)
Проза
- Мечты о женщинах, красивых и так себе / Dream of Fair to Middling Women (1932)[22]
- Больше лает, чем кусает / More pricks than kicks (1992) (рассказы)
- Мёрфи / Murphy (1938)
- Моллой / Molloy (1951)
- Малон умирает / Malone meurt (1951)
- Уотт / Watt (1953)
- Безымянный / L’Innomable (1953)
- Как оно есть / Comment c’est (1961)
- Опустошитель / Le Depeupler (1971)
- Мерсье и Камье / Mercier et Camier (1974)
- Собеседник / Company (1979)

Пьесы
- В ожидании Годо / En attendant Godot (1952, русский перевод 1966)
- Действие без слов 1 / Act Without Words I (1956)
- Действие без слов 2 / Act Without Words II (1956)
- Конец игры / Fin de partie (1957)[23]
- Последняя плёнка Крэппа / Krapp’s Last Tape (1958)
- Набросок для театра I / Rough for Theatre I (конец 1950-х)
- Набросок для театра II / Rough for Theatre II (конец 1950-х)
- Счастливые дни / Happy Days (1960)
- Игра[24] / Play (1963)
- Приходят и уходят / Come and Go (1965)
- Дыхание / Breath (1969)
- Не я / Not I (1972)
- That Time (1975)
- Шаги[25] / Footfalls (1975)
- A Piece of Monologue (1980)
- Укачальная[25][26][27] / Rockaby (1981)
- Экспромт в стиле Огайо / Ohio Impromptu (1981)
- Катастрофа / Catastrophe (1982)
- Что где / What Where (1983)
- Элефтерия / Eleutheria (1947, опубл. 1995)

Стихотворения
- Poems (разные годы)

Сценарии
- Фильм / Film (1963; снят в 1964)

## Издания на русском языке
- Изгнанник . М.: Известия, 1989. Серия: Библиотека журнала «Иностранная литература».
- Трилогия . М.: Издательство Чернышева, 1994. ISBN 5-85555-028-1
- В ожидании Годо . М.: ГИТИС, 1998. Серия: Открытое пространство. ISBN 5-7196-0218-6
- Театр . СПб.: Азбука, 1999. Серия: Коллекция. ISBN 5-7684-0579-8
- Мёрфи . Киев: Ника-Центр, 1999. Серия: 700. ISBN 966-521-135-8
- Больше лает, чем кусает . Киев: Ника-Центр, 1999. Серия: 700. ISBN 966-521-110-2
- Моллой. Мэлон умирает . СПб.: Амфора, 2000. Серия: Новая коллекция. ISBN 5-8301-0080-0
- Никчёмные тексты . СПб.: Наука, 2001. ISBN 5-02-028514-5
- Мёрфи. М.: Текст, 2002. Серия: Квадрат. ISBN 5-7516-0306-0
- Уотт . М.: Эксмо, 2004. Серия: Палата № 6. ISBN 5-699-07308-6
- Мечты о женщинах, красивых и так себе . М.: Текст, 2006. Серия: Квадрат. ISBN 5-7516-0534-9
- Мёрфи . М.: Текст, 2006. Серия: Квадрат. ISBN 5-7516-0596-9
- Моллой . М.: Текст, 2008. Серия: Лучшие книги за XX лет. ISBN 978-5-7516-0674-9
- Осколки . М.: Текст, 2009. Серия: Коллекция. ISBN 978-5-7516-0717-3
- В ожидании Годо . М.: Текст, 2009. Серия: Классика. ISBN 978-5-7516-0715-9
- Стихотворения . М.: Текст, 2010. ISBN 978-5-7516-0861-3
- Мечты о женщинах, красивых и так себе . М.: Текст, 2010. Серия: Квадрат. ISBN 978-5-7516-0896-5
- Дальше никак / пер. с англ. Валерия Молота. Blurb.com, 2010. 104 с. (Сборник прозаических произведений: «Компания», «Плохо увидено плохо рассказано», «Худшему навстречу»)
- Как есть / пер. с англ. Валерия Молота. Blurb.com, 2011. 208 с.
- Про всех падающих . М.: Текст, 2012. Серия: Классика. ISBN 978-5-7516-1028-9

## Беккет и музыка
Барретт, Ричард / Barrett, Richard (1959)
- «Nothing elsewhere» для альта (1987—2005)
- «I open and close» для струнного квартета (1983—1988)
- «Another Heavenly Day» для инструментов и электроники (1990) по мотивам пьес Беккета

Берио, Лучано / Berio, Luciano (1925—2003)
- Sinfonia для 8 голосов и оркестра (1968) по пьесе «Безымянный» / «Unnamable» (1953)

Гласс, Филипп / Glass, Philip (1937)
- Музыка к спектаклю «Игра» / «Play» (1965) по одноимённой пьесе (1963)
- Квартет N2 (1984), по рассказу Беккета «Собеседник» / «Company» (1979)
- Балет «Beckett short» (2007) по сюжетам пьес Беккета

Джервазони, Стефано / Gervasoni, Stefano (1962)
- «Два французских стихотворения Беккета» / «Due poesie francesi di Beckett» для голоса, басовой флейты, альта и ударных (1995)
- «Pas si'» для аккордеона и двух голосов (1998) на тексты Беккета

Караев Фарадж (1943)
- «В ожидании Годо» для четырёх солистов и камерного оркестра (1986) по одноимённой пьесе (1952)

Куртаг, Дьёрдь / Kurtág, György (1926)
- «Сэмюэл Беккет: что есть слово» / «Samuel Beckett: what is the word» op.30b на тексты Беккета для речитатирующего альта, голосов и камерного ансамбля (1991)
- «…pas à pas — nulle part…» ор.36 на тексты Беккета для баритона, струнного трио и ударных (1997)

Ранд, Бернард / Rand, Bernard (1934)
- «Memo 2» для тромбона соло (1973) по структуре пьесы «Не я» / «Not I» (1972)
- версия «Memo 2B» для тромбона и женской пантомимы (1980)
- версия «Memo 2D» для тромбона, струнного квартета и женской пантомимы (1980)
- «…меж голосов…» / «…among the voices…» по Беккету для хора и арфы (1988)

Тёрнидж, Марк-Энтони / Turnage, Mark-Anthony (1960)
- концерт «Five Views of a Mouth» для флейты и оркестра (2007) по мотивам пьесы Беккета «Не я» / «Not I» (1972)
- «Твоя колыбельная» / «Your Rockbaby» для саксофона и оркестра (1993) с использованием «ритмических» элементов из «Колыбельной» / «Rockbaby» (1981)

Фельдман, Мортон / Feldman, Morton (1926—1987)
- «антиопера» «Ни…» / «Neither» по либретто Беккета (1977)
- музыка к американской версии радиопьесы Беккета «Words and Music» для двух чтецов, двух флейт, вибрафона, фортепиано и струнного трио (1987)
- «Сэмюэлю Беккету» для оркестра (1987);
- нереализованная идея музыки к радиопьесе Беккета «Cascando» (1961)

Финнисси, Майкл / Finnissy, Michael (1946)
- «Достаточно» / «Enough» для фортепиано (2001) по одноимённому тексту (1966)

Хаубеншток-Рамати, Роман / Haubenstock-Ramati, Roman (1919—1994)
- «антиопера» в одном действии «Игра» «Spiel» (1968) по одноимённой пьесе (1963)

Холлигер, Хайнц / Holliger, Heinz (1939)
- опера «Приходят и уходят» / «Come and Go» для 9 голосов и 9 инструментов (1976) по одноимённой пьесе (1965)
- «Не я» / «Not I» для сопрано и плёнки (1980) по одноимённой пьесе (1972)
- опера «Что Где» / «What Where» (1988) по одноимённой пьесе (1983)

## Избранная библиография
- Беккет С. Осколки: эссе, рецензии, критические статьи. — М.: Текст, 2009.
- Рясов А. Сэмюэль Беккет: путь вычитания. // Беккет С. Опустошитель. М.: Опустошитель, 2018. — С. 89-216.
- Токарев Д. Курс на худшее: абсурд как категория текста у Даниила Хармса и Сэмюэля Беккета. — М.: Новое литературное объединение, 2002. — 336 с.
- Эсслин М. Сэмюэль Беккет. В поисках себя // Театр абсурда / Пер. с англ. Г. Коваленко. — СПб.: Балтийские сезоны, 2010. — С. 31—94.
- James Knowlson. Damned to Fame. The Life of Samuel Beckett. Grove Press. New York. 2004. — 1996.
- Bair D. Samuel Beckett: A Biography. — Vintage/Ebury, 1978. — ISBN 0-09-980070-5.
- Fletcher J. About Beckett. — London: Faber and Faber, 2006. — ISBN 978-0-571-23011-2.